# Maserati Kyalami
Der Maserati Kyalami war ein Gran Tourismo-Coupé des italienischen Automobilherstellers Maserati, das von Herbst 1976 bis Ende 1983 produziert wurde.
Der Wagen war benannt nach dem Kyalami Grand Prix Circuit, einer Motorsport-Rennstrecke in Südafrika, auf der Pedro Rodríguez 1967 in einem Cooper-Maserati ein Formel-1-Rennen gewonnen hatte.

## Das Konzept

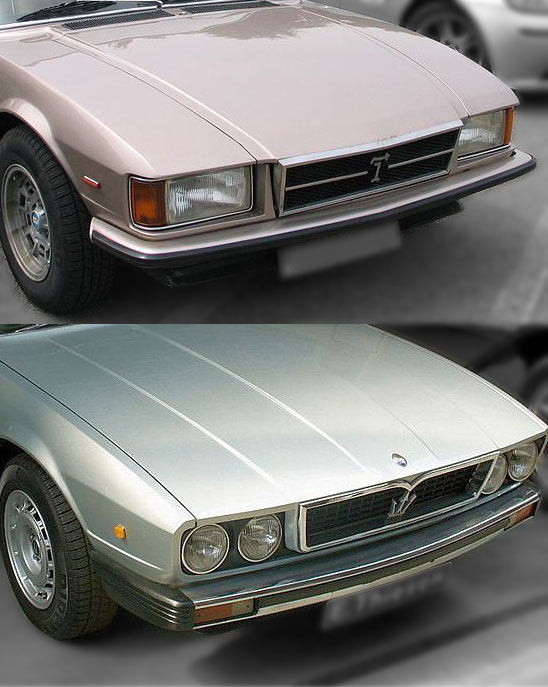
Vergleich der Frontpartien des De Tomaso Longchamp (oben) und des Maserati Kyalami (unten)

Der Kyalami war das erste neue Auto, das Maserati nach der Übernahme durch Alejandro de Tomaso präsentierte. De Tomaso hatte bereits 1975 erkannt, dass er schnell ein neues Modell vorstellen musste, um öffentlich die Handlungsfähigkeit von Maserati zu beweisen. Allerdings hätte die Entwicklung eines völlig neuen Autos sehr lange gedauert. Andererseits verfügte de Tomaso mit seinem Modell De Tomaso Longchamp über ein Sportcoupé, das ausgereift war, dessen Absatz aber deutlich hinter den Erwartungen zurückgeblieben war und das bislang seine Entwicklungskosten nicht amortisiert hatte. In dieser Lage entschied sich Alejandro de Tomaso dazu, das Konzept des De Tomaso Longchamp ein weiteres Mal zu verwerten und die Konstruktion mit einigen Änderungen als Maserati zu verkaufen.
Das vom Jaguar XJ inspirierte Fahrwerk des Longchamp mit doppelten Querlenkern vorn und hinten wurde ebenso unverändert übernommen wie die Bodengruppe und die Karosseriestruktur. Der Turiner Designer Pietro Frua wurde damit beauftragt, die auf Tom Tjaarda zurückgehende Form des Longchamp so unaufwendig wie möglich zu überarbeiten. Frua gestaltete die äußeren Blechteile mit Ausnahme der Türen und des Kofferraumdeckels neu; da er aber das Layout des Longchamp im Wesentlichen übernahm, bestand zwischen beiden Fahrzeugen eine deutlich wahrnehmbare äußerliche Ähnlichkeit. Die Frontpartie erhielt einen klassischen Maserati-Kühlergrill mit doppelten Rundscheinwerfern, die im Kontrast zu den ansonsten eher eckigen Linien des Fahrzeugs standen. Die beim Longchamp eingebauten Rückleuchten von Alfa Romeo wurden durch etwas breitere Einheiten des Citroën SM ersetzt. Durch Fruas Modifikationen änderten sich auch die Ausmaße des Autos: Der Kyalami war bei gleichem Radstand 50 mm länger und 25 mm niedriger als der Longchamp.
Insgesamt wirkte der Kyalami deutlich eleganter als der Longchamp. Die Karosserie ähnelte in manchen Bereichen der des Fiat 130 Coupé und des etwa gleichzeitig vorgestellten Lancia Gamma Coupé, die beide von Pininfarina entworfen worden waren.
Der Kyalami wurde im Gegensatz zum De Tomaso Longchamp nicht von amerikanischen Ford-Motoren angetrieben, sondern von Maseratis eigenen Achtzylindern. Die Getriebe entsprachen Maserati-Standard. Verfügbar war ein von Testern einhellig als schwergängig zu schalten bezeichnetes Fünfganggetriebe oder eine Dreigangautomatik. Die Automatikversion wurde weit weniger gekauft als das manuell geschaltete Auto. Insgesamt wurden nur 25 Fahrzeuge mit Automatikgetriebe gebaut.
Das Interieur wurde weitgehend vom De Tomaso Longchamp übernommen. Gestalterische und technische Besonderheiten früherer Maserati-Modelle, die aus der Verbindung der Marke zu Citroën resultierten, legte der Kyalami ab.

## Die Serienmodelle
Der Kyalami wurde nach nur vier Monaten Entwicklungszeit im März 1976 auf dem Genfer Auto-Salon erstmals gezeigt. Die Serienproduktion begann erst Ende 1976, da in der Zwischenzeit weitere Entwicklungsarbeiten durchgeführt werden mussten. Die Karosserien wurden ebenso wie die des De Tomaso Longchamp in externen Werkstätten hergestellt. Die meisten Kyalamis wurden bei der Embo in Turin aufgebaut, einige frühe Modelle möglicherweise auch bei Maggiora.

### Kyalami 4200
Anfänglich wurde der Kyalami lediglich mit einer 4,2 Liter großen Ausführung des Maserati-eigenen Achtzylinders angeboten. Der im Wesentlichen seit 1963 unverändert gebaute und erstmals im Maserati Quattroporte I verwendete Motor war mit vier Fallstromdoppelvergasern (Weber 42 DCNF) ausgerüstet und leistete nach Werksangaben 270 PS (199 kW) bei 6.000 Umdrehungen pro Minute.
Die österreichische Fachzeitschrift Auto Revue ermittelte im Sommer 1978 eine Höchstgeschwindigkeit von 235 km/h bei einem Schaltgetriebemodell und 225 km/h für ein Automatikfahrzeug; das Automatikmodell beschleunigte in 7,8 Sekunden von 0 auf 100 km/h. In einem Test von Autocar 1978 hatte der Wagen mit Schaltgetriebe eine Beschleunigung von 0 auf 97 km/h in 7,6 Sekunden

Der Verbrauch lag bei etwa 25 Litern auf 100 km.

### Kyalami 4900
Im Sommer 1978 ergänzte Maserati das Motorenangebot: zusätzlich stand nun eine 4,9 Liter große Version des Achtzylinders mit 320 PS (235 kW) bei 5500/min zur Wahl.

### Kyalami Cabriolet

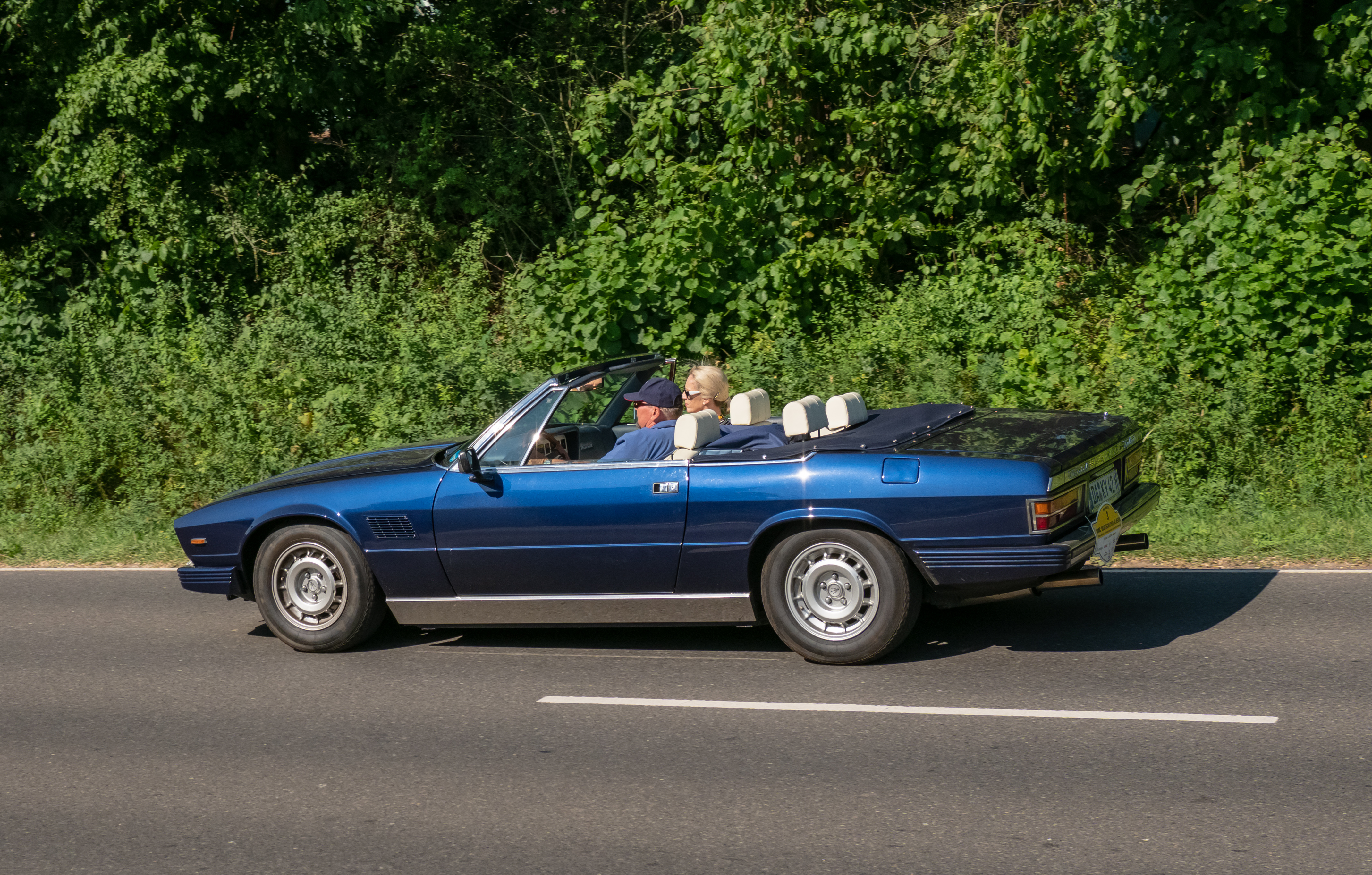
Kyalami Cabriolet von Pavesi

1978 stellte Pietro Frua eine Cabriolet-Version des Kyalami her. Es blieb bei einem einzelnen Exemplar. Allerdings wurde das Design zwei Jahre später wiederverwertet, als De Tomaso eine Spyder-Version seines eigenen Longchamp präsentierte, von der in den Folgejahren 14 Exemplare verkauft wurden. Die Spyder wurden bei Carrozzeria Pavesi in Mailand gebaut.

## Wirtschaftliche Schwächen
Zwischen Herbst 1976 und Ende 1983 wurden nur wenige Exemplare des Kyalami hergestellt. Die Angaben zum Produktionsumfang schwanken zwischen 150 und 200 Fahrzeugen. Zu den Motoren gibt es unterschiedliche Angaben. Maserati gibt für den Kyalami 4200 insgesamt 126 Exemplare und für den 4900 74 Fahrzeuge an, andere Quellen sprechen von 186 Fahrzeugen mit dem kleinen und 14 Exemplaren mit dem großen Motor.

## Image und Marktlage

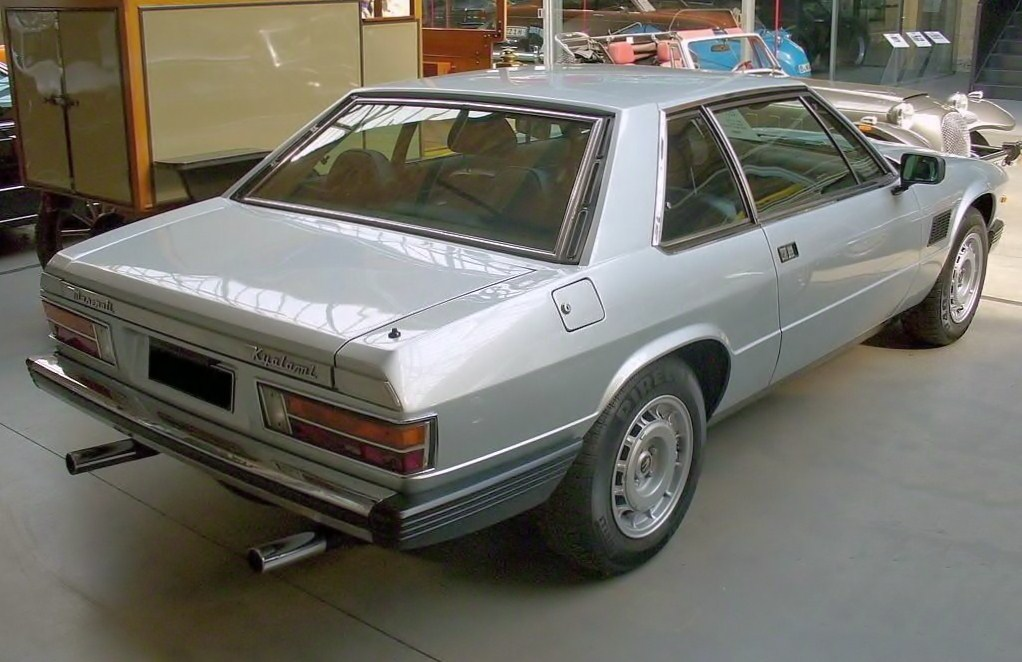
Eigenständige Heckpartie mit Rückleuchten der Citroën SM

Der Maserati Kyalami hatte bei seiner Vorstellung 1976 ein Image-Problem. Ursache hierfür ist seine erkennbare Nähe zum De Tomaso Longchamp, der als sogenannter Hybride mit US-amerikanischem Motor nicht als echter italienischer Sportwagen wahrgenommen wurde. Viele Maserati-Enthusiasten sahen den Kyalami nicht als echten Maserati an und beschrieben ihn als einen aus Ersatzteilen zusammengebauten Eigenbau. Diesen Eindruck unterstützte die zeitgenössische Presse. Das britische Magazin The Motor etwa fragte in der Ausgabe 08/1978 anlässlich eines Tests des Kyalami: „Dreizack oder Mistgabel“?, und die Zeitschrift Auto Revue konstatierte im Sommer 1978, der Kyalami sei „nicht Fisch, nicht Fleisch“, vereine aber „von beidem das Teuerste. Hier ist die Subtilität des Extravaganten unter die Erkennbarkeitsschwelle gerutscht“.